# Ràdio Londres
Ràdio Londres va ser una emissora de ràdio francòfona de la BBC en funcionament durant la Segona Guerra Mundial. Ràdio Londres va estar en antena de 1940 a 1944 i va ser ideada per França Lliure amb l'objectiu de contrarestar les emissions propagandístiques de Ràdio París (controlada pels nazis) i Radiodiffusion Nationale (controlada pel règim de Vichy), així com aixecar la moral del poble francès. El seu eslògan era Les Français parlent aux Français («Els francesos parlen als francesos»).
Entre la programació emesa per l'emissora destaquen les crides a la resistència contra l'ocupació alemanya (com el discurs «appel du 18 Juin» de Charles de Gaulle), contribucions satíriques de Pierre Dac, Maurice Schumann i altres, així com missatges codificats destinats a la Resistència francesa. D'aquesta manera, amb el poema Chanson d'automne de Paul Verlaine es va anunciar el desembarcament dels Aliats a Normandia.